# Phil Cofer
Philip "Phil" Cofer (Atlanta, Georgia, 16 de junio de 1996) es un baloncestista estadounidense que pertenece a la plantilla de Antwerp Giants en la BNXT League. Con 2,03 metros de estatura, juega en la posición de ala-pívot.

## Trayectoria deportiva

### Universidad
Jugó cinco temporadas con los Seminoles de la Universidad Estatal de Florida, en las que promedió 7,3 puntos y 3,7 rebotes por partido. En su segunda temporada sufrió una importante lesión en el pie que le hizo disputar tan solo 11 partidos.

#### Estadísticas
| Año     | Equipo        | PJ  | PT | MPP  | %TC  | %3P  | %TL  | RPP | APP | ROB | TPP | PPP  |
| ------- | ------------- | --- | -- | ---- | ---- | ---- | ---- | --- | --- | --- | --- | ---- |
| 2014–15 | Florida State | 33  | 24 | 22.3 | .456 | .400 | .632 | 4.5 | .2  | .3  | .6  | 6.9  |
| 2015–16 | Florida State | 11  | 4  | 12.0 | .565 | .000 | .842 | 2.0 | .2  | .4  | .3  | 3.8  |
| 2016–17 | Florida State | 32  | 2  | 12.5 | .452 | .375 | .600 | 1.9 | .2  | .1  | .1  | 2.9  |
| 2017–18 | Florida State | 35  | 35 | 29.3 | .486 | .375 | .691 | 5.1 | .7  | .5  | .2  | 12.8 |
| 2018–19 | Florida State | 22  | 19 | 26.2 | .391 | .349 | .571 | 3.5 | .8  | .1  | .1  | 7.4  |
| Career  | Career        | 133 | 84 | 21.6 | .459 | .366 | .662 | 3.7 | .4  | .3  | .3  | 7.3  |

### Profesional
Tras no ser elegido en el Draft de la NBA de 2019, en el mes de octubre firmó contrato con los College Park Skyhawks de la G League. He averaged 2,2 points y 2,3 rebotes en 23 partidos disputados. Fue despedido por los Skyhawks el 10 de febrero de 2020.
Cofer fue adquirido entonces por los Long Island Nets, pero fue  cortado el 23 de febrero tras jugar un único encuentro.. El 28 de febrero firmó con los Memphis Hustle.
En la temporada 2021-22, firma por el Antwerp Giants en la BNXT League.